# Fenotypová plasticita
Fenotypová plasticita označuje schopnost jednoho genotypu produkovat více různých fenotypů v návaznosti na podmínky prostředí.

## Definice

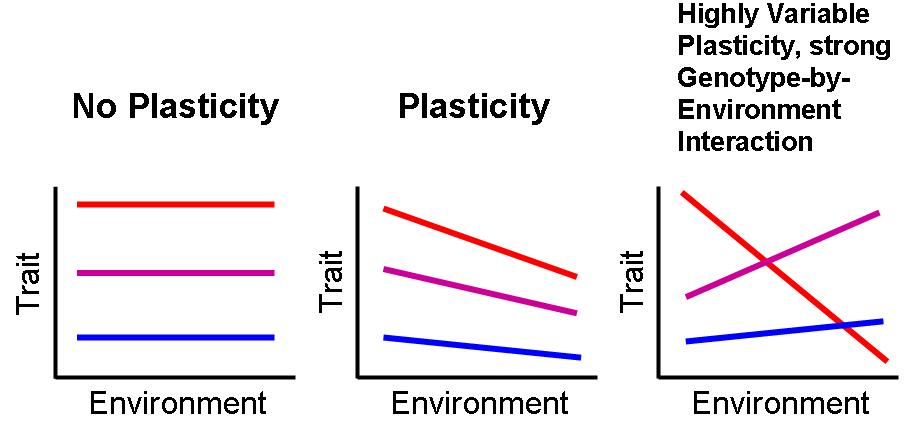
Jednoduché grafické znázornění interakce fenotypu a prostředí při shodných genotypech. Zatímco v prvním případě zůstávají fenotypy navzdory různým podmínkám shodné, ve zbylých dvou příkladech se objevuje fenotypová plasticita

Fenotypovou plasticitu lze v širokém slova smyslu definovat jako jakékoli za stejných podmínek se opakující ovlivnění fenotypu určitého organismu, tedy jako deterministické změny vzhledu a vlastností organismu určitými podmínkami prostředí. V užším slova smyslu lze za fenotypovou plasticitu považovat pouze takové ovlivnění fenotypu, které je z hlediska jedince v daném prostředí účelné. Fenotypovou plasticitu je nutné důsledně odlišovat od geneticky řízené fenotypové variace, resp. genetického polymorfismu. Ernst Mayr, jeden z koryfejů evoluční biologie, zavedl pro environmentálně indukované fenotypové variace termín polyfenismus.
Fenotypovou plasticitu lze klasifikovat různými způsoby, např. na základě povahy fenotypového znaku (morfologický, fyziologický či behaviorální), konkrétního stimulu (teplota, strava, fotoperioda, ekologický kontext aj.), jeho reverzibility či naopak ireverzibility, případně podle období života, kdy je organismus vůči stimulu citlivý (fenotypová plasticita embryonální × postembryonální). Vliv prostředí na vznik fenotypové plasticity lze dále dělit na přímý a nepřímý. Přímý vliv je ovlivněn konkrétním vývojovým nebo fyziologickým procesem, lze jmenovat například vliv teploty na kinematiku chemických reakcí. Naopak nepřímé stimuly vyvolávají reakce, které jsou zprostředkovány jinými fyziologickými a vývojovými drahami: například změna fotoperiody může ovlivňovat sekreci hmyzích hormonů, jež mohou nastartovat určité vývojové kaskády, které vedou k tvorbě fenotypu nejlépe přizpůsobeného ke zvládání očekávaných environmentálních podmínek.
Fenotypovou plasticitu lze vizualizovat pomocí grafu tzv. „reakční normy“, který znázorňuje, jak podmínky prostředí ovlivňují projev fenotypu. Reakční normy mohou samy podléhat evoluci, tj. u různých genotypů se mohou lišit. V rámci klasické rovnice fenotypové proměnlivosti kvantitativních znaků {\displaystyle V_{P}=V_{G}+V_{E}+V_{GxE}}, kde {\displaystyle V_{P}} je fenotypová variance, {\displaystyle V_{G}} její genetická složka, {\displaystyle V_{E}} environmentální složka a {\displaystyle V_{GxE}} interakce genotypu × prostředí, lze o genetickém polymorfismu mluvit, pokud převažující složkou {\displaystyle V_{P}} jest {\displaystyle V_{G}}, naopak v případě fenotypové plasticity převažuje {\displaystyle V_{E}}. Neparalelní reakční normy pro různé genotypy téhož druhu naznačují přítomnost interakcí mezi genotypem a prostředím ({\displaystyle V_{GxE}\neq 0}).

## Příklady fenotypové plasticity
Fenotypová plasticita je mezi živými organismy hojně rozšířena. Z klasických příkladů plasticity lze zmínit fenotypový polymorfismus u eusociálních termitů, jejichž kolonie zahrnují různě tvarově i funkčně specializované jedince, kteří naležejí ke konkrétním kastám. Z příslušníků obou pohlaví mohou vzniknout zástupci libovolné kasty, přičemž klíčovým stimulem, jenž rozhodne o osudu jedince, jsou v tomto případě nejspíše feromony vydávané dalšími členy termitiště. U řady zástupců hmyzu lze pozorovat rovněž sezónní polyfenismus, kdy dochází ke střídání různých fenotypů v průběhu generací. Například mnohé mšice střídají generace okřídlených a bezkřídlých, resp. pohlavně se rozmnožujících a partenogenetických forem. Motýl druhu Bicyclus anynana střídá v průběhu generací dvě morfy, z nichž jedna je adaptovaná na období sucha a druhá na období dešťů. Jarní a letní generace odlišných barev je typická pro babočky síťkované (Araschnia levana). Střídání letní a zimní srsti u různých savců naopak představuje fenotypovou plasticitu na úrovni jedince.
V některých případech mohou mít vliv na konkrétní fenotyp různé stresové faktory prostředí. Například přítomnost predátora vede u planktonních perlooček a vířníků k tvorbě různých ochranných struktur. Slavný příklad fenotypové plasticity poskytují také pulci žáby druhu blatnice novomexická (Spea multiplicata), kteří se mohou vyvinout ve dvě odlišné formy v závislosti na dostupném zdroji potravy: ve vodních plochách s hojností řas se z nich vyvíjejí typičtí všežraví pulci, zatímco ve vodách s velkým množstvím korýšů se z nich stává „masožravá“ forma, lišící se stavbou čelistí a trávicího ústrojí.
Zajímavé ukázky fenotypové plasticity lze objevit i ohledně pohlavního rozmnožování a pohlavního výběru. Například samci brouků rodu Onthophagus podle výživy v larválním stádiu rozvíjejí velké, střední nebo žádné „rohy“, což se následně odráží i v jejich reprodukčních strategiích. Přítomnost dominantního orangutaního samce může potlačovat rozvoj druhotných pohlavních znaků u dospívajících samců orangutanů, kteří tak opět volí alternativní strategii – nevydržují si území, ale snaží se vynutit si styk s náhodně nalezenými samicemi. Typická je také změna pohlaví u některých ryb, typicky v návaznosti na nepřítomnost dominantního samce v harému.
Fenotypová plasticita je běžná i u rostlin, u nichž se navíc více skloňuje i s níže rozebíranou epigenetickou dědičností. Z mnohých příkladů lze jmenovat fenomén šípatek (Sagittaria) či rdesna obojživelného (Persicaria amphibia), jejichž fenotyp se liší podle toho, rostou-li na břehu, či ve vodním prostředí.

## Fenotypová plasticita a evoluce
Schopnost fenotypové plasticity nemusí být vždy adaptivní; v mnohých případech je přesnější tento jev chápat spíše jako protiklad vývinové kanalizace, tedy jako stav, kdy organismus není schopen vyrovnávat účinky vnějších i vnitřních stimulů na průběh ontogeneze. V řadě dalších případů však schopnost fenotypové plasticity umožňuje účelně reagovat na podmínky prostředí, díky čemuž ji lze chápat za adaptivní vlastnost vzniknuvší přirozeným výběrem. Souhrnně lze fenotypovou plasticitu označit za účelnou adaptaci tehdy, pokud zvyšuje biologickou zdatnost svého nositele. Fenotypová plasticita v důsledku přímého vlivu prostředí bývá zřejmě spíše neadaptivní oproti fenotypové plasticitě vyvolané nepřímým vlivem prostředí.
Pokud lokální podmínky prostředí zůstávají relativně konstantní, a lze tedy očekávat, že potomci budou vystaveni podobným faktorům prostředí jako jejich rodiče, fenotyp může být účelně modulován přímo ze strany rodičovského organismu – typicky prostřednictvím epigenetických modifikací. Především u rostlin se mohou běžně objevovat i „epialely“, které mohou být dlouhodobě předávány mezi navazujícími generacemi. Například u uměle udržované linie lnice květel (Linaria vulgaris) je již po několik stovek let methylován (a tedy umlčen) gen cycloidea.
Příslušný organismus může nicméně schopnost plasticity také ztratit: pokud selekce v daném prostředí přímo fixuje „odhalený“ fenotyp, hovoří se o genetické asimilaci. Podle řady (sporných) názorů může fenotypová plasticita díky těmto možnostem představovat přímo jednu z diverzifikačních sil v evoluci a může přispívat ke vzniku fenotypových novinek, speciací, či dokonce adaptivních radiací. Tento koncept silně narušuje klasické neodarwinistické schema adaptivní evoluce. Vliv fenotypové plasticity na evoluci zůstává otevřenou a kontroverzní problematikou moderní evoluční biologie.